# Драгомир Вуйкович
Драгомир «Драган» Вуйкович (серб. Драгомир „Драган“ Вујковић; 4 квітня 1953) — югославський боксер, призер чемпіонатів світу серед аматорів.

## Аматорська кар'єра
1971 року на Середземноморських іграх завоював золоту медаль в категорії до 75 кг.
На чемпіонаті Європи 1973 програв у першому бою.
На чемпіонаті світу 1974 завоював бронзову медаль.
- У 1/8 фіналу переміг Фелікса Джозефа Масаве (Танзанія)
- У чвертьфіналі переміг Мустафу Васаджа (Уганда)
- У півфіналі програв Алеку Нестак (Румунія)

На Олімпійських іграх 1976 переміг Карлоса Бетанкура (Пуерто-Рико) і Дейва Одвелла (Велика Британія), а у чвертьфіналі  програв Луїсу Мартінесу (Куба) — 0-5
На чемпіонаті Європи 1977 програв у другому бою.
На чемпіонаті світу 1978, що пройшов у Югославії, завоював срібну медаль в категорії понад 81 кг.
- У 1/8 фіналу переміг Гжегожа Скшеч (Польща) — 5-0
- У чвертьфіналі переміг Атанаса Суванджиєва (Болгарія) — 3-2
- У півфіналі переміг Юргена Фанґгенела (НДР) — 4-1
- У фіналі програв Теофіло Стівенсону ()Куба) — AB 2

На чемпіонаті Європи 1979 програв у першому бою.
На Середземноморських іграх 1979 завоював золоту медаль.